# 주남천 (경상남도)
주남천(周南川)은 경상남도 양산시 소주동의 천성산에서 발원하여 동류하다가 양산시 서창동의 회야강으로 흘러드는 강이다. 주남동 앞을 흐른다고 하여 붙인 이름이다. 2006년 환경단체에서 경부고속선 천성산터널 공사의 영향으로 계곡 물이 말랐다고 소송을 제기하였으나 패소하였다. 